# Glumman
Glumman är en å i sydöstra Värmland som avvattnar skogsområdet norr om byn Väse i Karlstads kommun. Längden är cirka två mil och den rinner ut i sjön Panken och sedermera i Vänern.